# Hora de visita
Hora de visita de José Luis Alonso de Santos, estrenada en 1994.

## Argumento
Una mujer madura visita en un hospital a su hija, convaleciente de un intento de suicidio. Desarrollada en forma de monólogo, ya que la hija no puede expresarse sino por gestos, la mujer trata de infundir de nuevo en su hija el deseo de vivir.

## Estreno
- Baracaldo, Vizcaya, 6 de julio de 1994. 
  - Dirección: José Luis Alonso de Santos.
  - Escenografía: Simón Suárez.
  - Intérpretes: Mary Carrillo, Teresa Hurtado, Palmira Ferrer.